# Левківська (пам'ятка природи)
Ле́вківська — комплексна пам'ятка природи місцевого значення в Україні. Розташована в межах Старокостянтинівського району Хмельницької області, на захід від села Левківка. 
Площа 52 га. Статус присвоєно згідно з рішенням сесії обласної ради від 28.09.1995 року № 67-р. Перебуває у віданні Сербинівської сільської ради. 
Статус присвоєно з метою збереження мальовничого водно-прибережного природного комплексу річки Случ. Є виходи на поверхню гранітів. На території пам'ятки природи розташований лісовий масив, у деревостані якого переважають насадження сосни і граба.